# The Black Pacific
The Black Pacific es un proyecto musical empezado en 2010 por Jim Lindberg, el vocalista fundador de Pennywise, y dos miembros posteriores previamente desconocidos, Alan Vega (Batería) y Davey Latter (Bajo). Pertenecen a la discográfica SideOneDummy Records y su primer disco, The Black Pacific, se lanzó el 14 de septiembre de 2010.
En junio de 2010 (poco después de la finalización de su primer disco), Lindberg anunció que The Black Pacific tiene planes para lanzar más discos en un futuro. También mencionó que tienen más canciones escritas de las que cabían en el primer álbum, y que (en junio de 2010) tenían más canciones listas para grabar. En febrero de 2011, mediante su página web, anunciaron que están trabajando en un segundo disco.
El 8 de octubre de 2010 se anunciaron cambios en la formación de la banda: Marc Orrell, anteriormente miembro de la banda de celtic punk Dropkick Murphys se unió a la banda como segundo guitarrista, y Gavin Caswell como bajista, reemplazando a Davey Latter que volvió a la batería de su otra banda, Everest.

## Miembros
Miembros actuales
- Jim Lindberg - Voz y guitarra (2010–presente)
- Gavin Caswell - Bajo (2010–presente)
- Alan Vega - Batería, percusión (2010–presente)
- Marc Orrell - Guitarra (2010–presente)

Miembros antiguos
- Davey Latter - Bajo (2010)

## Discografía
- The Black Pacific (2010)

## Internal links
- traducido de la Wikipedia en inglés

- Datos: Q7718402
- Multimedia: The Black Pacific / Q7718402